# Camponotus tenuipes
Camponotus tenuipes é uma espécie de inseto do gênero Camponotus, pertencente à família Formicidae.